# Salomon II (roi d'Éthiopie)
Salomon II d'Éthiopie Négus d'Éthiopie de 1777 à 1779.

## Biographie
Salomon II est le fils du Prince (Abeto) Adigo lui-même fils du Négus Iyasou II d'Éthiopie et de sa première épouse Amhara.
Il est porté au trône après la mort de Takla Haïmanot II d'Éthiopie en septembre 1777 par les deux chefs de guerre vainqueurs de Ras Mikaël : Ras Goucho ancien gouverneur de l'Amhara (1767-1771) et son frère le dejazmach Wand Bawossen gouverneur du Begamder (1770+1777). Il doit abdiquer dès le 20 juillet 1779 et se retirer dans un monastère où il meurt en 1782.
Il laisse un fils le futur Négus Baeda Maryam II d'Éthiopie.